# 紫尾神社 (さつま町)
紫尾神社（しびじんじゃ）は、鹿児島県薩摩郡さつま町紫尾にある神社。旧くは「紫尾山三所権現」（もしくは紫尾三所権現）と称し古くから祁答院七ヶ郷（山崎、大村、黒木、佐志、藺牟田、宮之城、鶴田）（あるいはこれに入来、永野を加えて祁答院九ヶ郷とも）の総社として尊崇された。北薩（北薩摩）の総鎮守でもある。出水市高尾野町唐笠木の同名神社とともに国史見在社の論社とされる旧県社。当神社の拝殿の下から紫尾温泉の源泉が湧いていることから「神の湯」とも呼ばれている。

## 祭神
- 瓊瓊杵命
- 彦火火出見尊
- 鵜葺草葺不合命

3面の大鏡を神体とするが、それは源実朝が奉納したものと伝える。
また、往古は熊野権現と同体（同じ祭神）「伊弉冉尊、事解男命、速玉男命」であったとの説もある。

## 由緒
伝承では、第8代孝元天皇の時代に開山され紫尾山と号し、山頂に熊野権現（伊弉冉尊、事解男命、速玉男命）を祀って創祀されたとも、あるいは第26代継体天皇の時代（一説に継体天皇16年（522年）とも）に山中で修行をしていた空覚上人という僧の夢の中に神が現れ「われはこの山の大権現なり、あなたが来るのを長い間待っていた。わがために社寺を建てて三密の旨を修し、大乗の法を広めよ」とのお告げがあり、翌朝上人が山頂に立つと尊い、いかめしい気があたりをつつんでいて麓へ向かって紫の美しい雲がたなびいていた。これを見た上人はこの山を紫尾山と名付けお告げに従い山を下り、その麓を聖地と定め社殿を建立「紫尾山三所権現」と称したという。この時、紫尾山の山頂近くには空覚上人によって上宮権現と呼ばれる小さな社も建てられた。これが由来となって紫尾山は、上宮山とも呼ばれていた。また山麓には「紫尾山祁答院神興寺」という寺院も建立された。
また一説には、かつて紫尾山の山頂近くにあった当神社の最初の社祠を「上宮」と呼んだのに対し、昔この山頂近くにあった社がたびたび暴風で倒壊し、また祭祀にも不便だったことから、当神社と出水市高尾野町唐笠木の同名神社の２か所に里宮として分祀し「下宮」と呼んだともいわれている。（但し、薩摩郡さつま町柏原の古紫尾神社を下宮とする場合は「中宮」と呼ばれる）ともに紫尾山を信仰の対象とする山岳信仰を背景に建立された神社であったと思われる。
『日本三代実録』の貞観8年（866年）4月7日に正六位上から従五位下へ昇叙された薩摩国「紫美神」に充てられるが、これを紫尾山の対麓に鎮座する出水市高尾野町唐笠木の同名神社に充てる説もあり、さらにこの『日本三代実録』に貞観10年（868年）3月8日に正六位上から従五位下へ昇叙された薩摩国「紫美神」との同様の記載がある事からいずれかが衍とされるとの見方をされる事もあるが、この貞観8年4月7日に正六位上から従五位下へ昇叙された薩摩国「紫美神」は薩摩郡さつま町（旧鶴田町）紫尾の紫尾神社であり、貞観10年3月8日に正六位上から従五位下へ昇叙された薩摩国「紫美神」は出水市高尾野町唐笠木の紫尾神社の事である。
当神社には中世に西国高野山の異名をとった「紫尾山祁答院神興寺」という供僧の坊が置かれ、修験者が群参したという。この多くの修験者が入山した紫尾山は、かつては西州の大峯と称され、西国有数の入峯修練の大道場となるほどの規模を誇っていたという。
当神社と現在紫尾山の山頂近くにある上宮神社とは、かつて紫尾山の山頂近くにあった当神社の最初の社祠で上宮と呼ばれた元宮の伝承があるため、里宮と奥宮の関係にあるようにも思えるが、この上宮神社は出水市武本地区の社家によって奉祀されている神社で、当神社との直接的な関係性は無いようである。またかつて空覚上人によって紫尾山の山頂近くに建立されたという上宮権現であるようにも思われるが、上宮神社の由緒からは、かつての上宮権現から今現在の上宮神社に至るまでの繋がりや経緯を示すような事項は確認できず、はっきりとした関連性は不明である。
鎌倉、室町の両幕府に崇敬されたといい、江戸時代には薩摩藩主島津氏から尊崇され、この地域の鎮守神として社領の寄付や社殿の修復が行われた。また、寛永末年（17世紀中頃）に当神社の神託によって永野金山が発見されたことで有名になった。このような金山発見のお告げをした神が座す社であるという伝承から、鉱山関係の参詣者が多かった。交通不便な場所に鎮座しているが、現在でも初詣には1万人ぐらいの人出で賑わう。